# Абу Абдаллах Джайхани

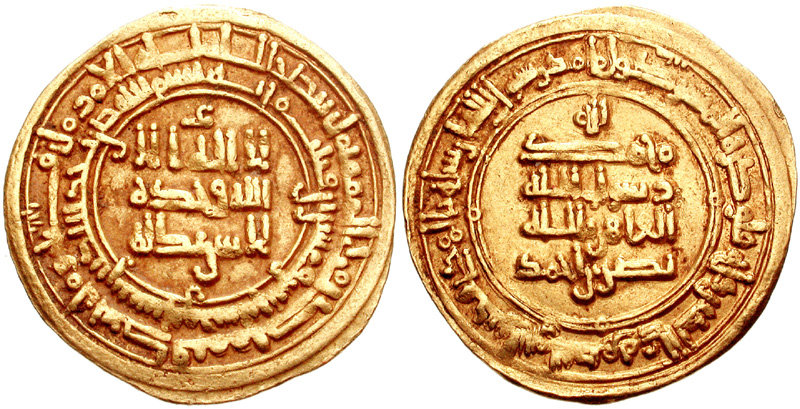
Монета отчеканенная во время правления Насра II

Абу Абдаллах Мухаммад ибн Ахмад Джайхани (перс. ابوعبدالله محمد بن احمد جیهانی‎) — персидский визирь в Саманидской империи в 914—922 год, автор ныне утерянного объёмного географического труда под названием «Книга путей и стран». Эта работа частично сохранилась в книгах более поздних авторов. Сын и внук Джайхани также служили визирями.

## Жизнь
Большинство деталей жизни Джайхани неизвестны. Он был сыном Ахмада Джайхани и братом Убайдаллаха Джайхани. Орфографические особенности в его работах показывают, что персидский был его родным языком.
Джайхани был человеком разносторонних интересов, и автором многих трудов по таким наукам, как география, астрономия, и философия.
Во время своей ранней карьеры Джайхани был учеником Абу Зайда аль-Балхи. Его учителем также был Ибн Хордадбех. Аль-Мукаддаси отметил, что Джайхани изучал философию, астрономию и геометрию. Также он заявил, что Джайхани собирал иностранцев и спрашивал их о дальних землях и маршрутах, и как добраться до разных территорий.
По словам Ибн ан-Надима Джайхани был тайным сторонником манихейства.
Джайхани стал регентом Насра II (правил в 914—943 годах) в 913 году. Через год его восьмилетний воспитанник стал правителем (эмиром) империи Саманидов, и Джайхани был назначен визирем.
Из-за молодости Насра, Джайхани стал фактическим правителем империи. Но почти сразу началась серия восстаний в государстве, самым серьёзным из которых было восстание его двоюродного деда Исхака ибн Ахмада. Из за этих восстаний, Саманиды утратили контроль над некоторыми своими провинциями.
После уничтожения крупнейшей мечети Бухары Джайхани финансировал строительство минарета.
Ахмад ибн Фадлан, встретивший его в 921 году, отметил, что в то время люди называли его «старым бастионом», свидетельствуя о том, что Джайхани по-прежнему считался самой влиятельной фигурой в окружении Насра II. Через год, однако, Абу-ль-Фадль Балами заместил его как визиря.
Дата смерти Джайхани неизвестна. Его сын, Абу Али Джайхани, был визирем Империи Саманидов с 938 по 941 год. Сын Абу Али (внук Абу Абдаллаха) занимал тот же пост между 974 и 976 гг.

## Книга путей и стран
«Книга путей и стран» («Китаб ал-масалик ва-л-мамалик») — утерянный семитомный труд в жанре «книг о путях и странах». Некоторые считали его автором Ибн Хордадбеха, у которого действительно есть труд под таким же названием. Но, скорее всего, это обвинение было незаслуженным. После обнаружения рукописи «Ашкал ал-алам» в Кабуле она была принята за утерянный труд Абу Абдаллаха Джайхани, но при внимательном рассмотрении выяснилось, что это персидский перевод «Книги путей и стран» аль-Истахри или «Сувар аль-акалим» аль-Балхи, либо оригинальное сочинение некоего Абу-ль-Касима Джайхани (мнение иранского учёного Фируза Мансури).